# Skanky'Lil Records
Skanky'Lil Records is een onafhankelijk platenlabel uit Antwerpen (België).

## Geschiedenis
Skanky'Lil Records werd in 1989 opgericht door Mark Foggo. De eerste muziekuitgave was Ska-Pig van Mark Foggo (heruitgave, Skanky'Lil Records 1989), de eerste band die een contract tekende was The Rough Kutz uit Engeland (A Bit O' Rough, Skanky'Lil Records 1999). Het label brengt voornamelijk bands uit die ska en punk maken.

## Artiesten
- Mark Foggo
- The Rough Kutz
- Evil Conduct
- Good Old Habit
- Skaguitar
- The Hotknives
- The Babyshakers